# Kate Courtney
Kate Courtney (* 29. Oktober 1995 in San Francisco) ist eine US-amerikanische Mountainbikerin, die im Cross Country aktiv ist.

## Sportlicher Werdegang
Kate Courtney wuchs im Marin County, der Wiege des Mountainbikesports auf. Zum Radsport kam sie über ihren Vater, ihre Renn-Karriere begann, als sie an ihrer High School dem Mountainbike-Team beitrat und am National Interscholastic Cycling Assocition-Programm teilnahm. Im Jahr 2012 errang sie ihren ersten Sieg bei einem Weltcup-Rennen der Junioren im Cross-Country XCO, im Jahr 2013 folgten ein weiterer Weltcup-Sieg, der Gewinn der nationalen und panamerikanischen Meisterschaften und ein sechster Platz bei den Mountainbike-Weltmeisterschaften im XCO der Junioren.
Nach der High School ging im Jahr 2013 Courtney an die Stanford University, um Humanbiologie zu studieren. Nach Abschluss des Studiums im Jahr 2017 widmete sie sich vollends dem Radsport. Bereits im selben Jahr gewann sie vier Stationen und die Gesamtwertung des U23-Weltcups im Cross-Country und wurde erstmals US-amerikanische Meisterin in der Elite im Cross-Country XCO. Im März 2017 gewann Courtney mit ihrer Teamkollegin Annika Langvad das renommierte Etappenrennen Cape Epic, im September 2017 wurde sie überraschend Weltmeisterin.
Zur Saison 2019 wechselte Courtney zum MTB Team Scott-Sram, für das auch der 10-fache Weltmeister Nino Schurter an den Start geht. In Albstadt erzielte sie ihren ersten Erfolg in einem Weltcup-Rennen der Elite, insgesamt gewann sie in ihrer bisher stärksten Saison fünf Weltcup-Rennen, drei im olympischen Cross-Country und zwei im Short Track XCC, und belegte am Ende der Saison 2019 den ersten Platz der Gesamtwertung im Cross-County-Weltcup und den dritten Platz der Weltrangliste im Cross-Country.
In den folgenden Jahren konnte sie bisher nicht an die Leistungen aus der Saison 2019 anknüpfen. Bestes Weltcup-Ergebnis war 2020 und 2021 jeweils ein vierter Platz, 2022 ein fünfter. 2021 nahm sie an den Olympischen Sommerspielen in Tokio teil und belegte im Cross-Country den 15. Platz. 2023 sicherte sie sich bei den Panamerikanischen Meisterschaften die Titel im XCO und XCC, im Weltcup blieb sie ohne Spitzenergebnisse.

## Erfolge
2013
- Panamerika-Meisterin (Junioren) – XCO
- US-Meisterin (Junioren) – XCO

2014
- US-Meisterin (U23) – XCO

2015
- Panamerika-Meisterin (U23) – XCO
- US-Meisterin (U23) – XCO

2016
- US-Meisterin (U23) – XCO

2017
- Weltmeisterschaften (U23) – XCO
- Gesamtwertung UCI-Mountainbike-Weltcup – Cross Country (U23)
- US-Meisterin – XCO
- US-Cup The Boston Rebellion PRO XCT - XCO (HC)
- Sea Otter Classic - XCO (HC)

2018
- Gesamtwertung und 7 Etappen Cape Epic (SHC) mit Annika Langvad
- Weltmeisterin – XCO
- US-Meisterin – XCO

2019
- Weltmeisterschaften – Staffel XCR
- MTB-Weltcup Albstadt – XCO und XCC
- MTB-Weltcup Nové Město na Moravě – XCO
- MTB-Weltcup Les Gets - XCO und XCC
- Gesamtwertung UCI-Mountainbike-Weltcup – Cross Country
- Panamerika-Meisterin – XCO
- US-Cup Bonelli Park – XCO (HC)

2021
- Weltmeisterschaften – Staffel XCR

2022
- US-Meisterin – XCC

2023
- Panamerika-Meisterin – XCO und XCC

2024
- Panamerika-Meisterschaften – XCO und XCC